# Афанасий (Иванов)
Архиепи́скоп Афана́сий (в миру — Алексей Иванов; 1746, Москва — 18 августа 1805, Пятигорск) — епископ Русской церкви; с 15 сентября 1801 года архиепископ; проповедник.

## Биография
Родился в семье священника. Обучался в Славяно-Греко-Латинской академии, которую окончил в 1774 году.
13 мая 1777 года пострижен в монашество с именем Афанасия. В 1782 году назначен настоятелем московского Покрова Пресвятой Богородицы монастыря в сане игумена.
С 1786 года — ректор Славяно-Греко-Латинской академии с возведением в сан архимандрита московского Заиконоспасского монастыря.
12 ноября 1788 года хиротонисан во епископа Коломенского и Тульского; пребыл на кафедре неполных одиннадцать лет до 1799 года.
10 апреля 1799 года назначен епископом Воронежским и Черкасским. На кафедре пробыл недолго — по приезде в Воронеж он уволил всех членов консистории и их жалоба послужила причиной его перевода в другую епархию.
С 1 октября 1799 года переведён на Екатеринославскую (тогда именовавшуюся Новороссийской) кафедру. 15 сентября 1801 года возведён в сан архиепископа. 1803 году перенёс епископскую кафедру из малолюдного Новомиргорода в строящийся Екатеринослав. Был награждён орденом Святой Анны 1-й степени.
Скончался 18 августа 1805 года в Пятигорске, в день назначения на Астраханскую кафедру. Похоронен в усыпальнице главного собора Самарского Пустынно-Николаевского монастыря в Новомосковске.

## Литературная деятельность
Приобрёл широкую известность как проповедник, испытывал влияние митрополита Платона. Является автором переводов:
- «Аттические ночи» Авла Геллия (перевод сопровождают предисловие и комментарии);
- «Защищения христиан против язычников» Тертуллиана.

В рукописи осталась работа архиепископа Афанасия — «Записки по Священному Писанию» в которой он соотносит славянский перевод Писания с его еврейским и греческим текстами.
По инициативе Афанасия составлена и издана в 1788 году греческая грамматика.